# Juan Carlos Payssé
Juan Carlos Payssé Salgado (Montevideo, 1 de octubre de 1942) es un abogado y político uruguayo afín al Partido Nacional.

## Familia
Hijo de Juan Carlos Payssé Cash y de María Inés Salgado Lanza. Casado con Louisette Terra, es padre de Juan Carlos, Ana Luisa e Inés Martha. Abuelo de Felipe, Pilar, Isabel,Juana, Nicolas, Joaquin, Justina, Juan Mateo y Sofia

## Carrera
Egresó como abogado de la Universidad de la República.
Fue secretario político de Wilson Ferreira Aldunate hasta 1976. Pero poco después sus vidas tomaron caminos opuestos: Wilson Ferreira, desde el exilio dirigió una tenaz oposición a la dictadura, mientras que Payssé tuvo un acercamiento. En 1983, la dictadura cívico-militar lo nombra Intendente Municipal de Montevideo, en sustitución de Oscar Víctor Rachetti que había renunciado en el mes de enero. Permanece en el cargo hasta el advenimiento de la democracia, con la asunción de Aquiles Lanza.
En las elecciones de 1984 presenta una fórmula presidencial con Cristina Maeso, pero la misma tiene escasa convocatoria.
En su estudio jurídico trabajó el futuro intendente de Cerro Largo, Villanueva Saravia, quien también hizo sus primeras armas en política con él.
Actualmente, se desempeña como presidente de la Comisión de Finanzas del movimiento Unidad Nacional.
| Predecesor: Oscar Víctor Rachetti | Intendente de Montevideo 1983-1985 | Sucesor: Aquiles Lanza |